# Георги Григоров
Георги Андонов Григоров, известен като Фарадей, Левски и Гарибалди, е български комунист, участник в бойните групи на Българската комунистическа партия по време на нелегалната съпротива в България.

## Биография
Роден е на 21 септември 1919 година в Горна Джумая. Отраства и в 1933 година завършва основно образование в Перивол. Учи в Кюстендилската гимназия, където става член на Работническия младежки съюз и става отговорник на организацията. Няколко пъти е арестуван. В 1938 година е съден и изключен. Продължава да учи във Варна, където по-късно учи в Търговската академия. В 1940 година влиза в окръжния комитет на РМС и става началник на селския отдел. Влиза в основаното във Варна Българо-съветско дружество. В 1941 година влиза в Българската комунистическа партия и става партиен секретар на Камчийския селски район.
След нападението на Германия над СССР през юни 1941 година, става нелегален. Организира и ръководи саботажна група. Сам изработва взривни устройства и ги употребява за подпалването на германска влакова композиция с 15 бенцинови цистерни, взривяването на варненската радиостанция, потопяването на германски параход.
На 22 септември 1941 година е обграден от полиция, ранен при престрелка и заловен. Осъден е на смърт и обесен в София на 25 юни 1942 година.